# De Nationale Eettest
De Nationale Eettest is een Nederlands televisieprogramma van BNN dat op de woensdagavond uitgezonden werd door Nederland 1 en later door NPO 1. De presentatie van het programma was in handen van Paul de Leeuw. In het programma wordt aan de hand van een quiz onderzocht hoe goed het geheugen van de kandidaten is over alles wat met voedsel te maken heeft. De quiz is in beide jaren samengesteld en geschreven door Janny van der Heijden, ze is tevens in de studio aanwezig om achtergrondinformatie over bijbehorende vragen te geven.

## Format
In het programma neemt een groep bekende Nederlanders het tegen elkaar op in een quiz waarin eten (in brede zin) centraal staat. Naast de bekende Nederlanders doen er verschillende publieksvakken mee die verdeeld zijn in verschillende categorieën waaronder foodbloggers, superfoodliefhebbers en truckers. Aan het einde van het programma worden er twee winnaars bekendgemaakt: de bekende Nederlander met de hoogste aantal punten en degene uit het publieksvak met het hoogste aantal punten. Ook de kijkers thuis konden live meedoen met de quiz via een tweede scherm en kregen na afloop hun score te zien.

## Edities

### Editie 1 (2014)
De eerste editie werd uitgezonden door Nederland 1 op 5 februari 2014 en was goed voor 1.606.000 kijkers. Hiermee sloot het programma de top 4 af van best bekeken programma's van die avond. Tijdens deze editie deden acht bekende Nederlanders mee, Rutger van den Broek kwam als winnaar uit de strijd.
Kandidaten
- Peter Beense
- Noraly Beyer
- Rutger van den Broek (winnaar)
- Aaf Brandt Corstius
- Richard Groenendijk
- Yes-R
- Loretta Schrijver
- Ellemieke Vermolen

### Editie 2 (2015)
De tweede editie werd uitgezonden door NPO 1 op 28 februari 2015 en was goed voor 1.479.000 kijkers. Hiermee sloot het programma wederom de top 4 af van best bekeken programma's van die avond. Tijdens deze editie deden zeven bekende Nederlanders mee, Menno de Koning kwam als winnaar uit de strijd.
Kandidaten
- Tim den Besten
- Joris Bijdendijk
- Nance Coolen
- Frans Duijts
- Ronald Giphart
- Menno de Koning (winnaar)
- Vivian Reijs

3 op Reis ·
Afkicken ·
De allerslechtste echtgenoot van Nederland ·
Atletico Ananas ·
AVRO's Sterrenslag ·
Baby te huur ·
De Badgasten ·
De beste ·
Bitches ·
Bloed, Zweet en Luxeproblemen ·
Break Free · 
Cash Cab ·
Comedy Live ·
Costa! ·
Crazy 88 ·
Dennis en Valerio vs de rest ·
Dennis vs Valerio ·
Doe Maar Normaal ·
Egoland ·
Feuten ·
Finals ·
Floortje en de ambassadeurs · 
Floortje naar het einde van de wereld ·
Get Smarter in a Week ·
Golden Oldies ·
De Grote Donorshow ·
Hey DJ ·
Je zal het maar hebben ·
Je zal het maar zijn ·
Kannibalen ·
Katja vs Bridget ·
Katja vs De Rest ·
Kebab TV ·
De Klimaatpolitie ·
Lama gezocht ·
De Lama's ·
Lijst 0 ·
Loverboys ·
MaDiWoDoVrijdagshow ·
De Man met de Hamer ·
Mystery Party ·
De Nationale Eettest ·
De Nationale IQ Test ·
Neuken doe je zo! ·
De Nieuwste Show ·
Nu we er toch zijn ·
Onderweg naar Morgen ·
Over Mijn Lijk ·
Ranking the Stars ·
Rat van Fortuin ·
Ruben vs Geraldine ·
Ruben vs Katja ·
Ruben vs Sophie ·
Het schnitzelparadijs ·
De School ·
De slechtste chauffeur van Nederland ·
Sluipschutters ·
Smeris ·
De Social Club ·
Spuiten en Slikken ·
De Stalkshow ·
StartUp ·
Sterretje Gezocht ·
Stop in the Name of Love ·
Tessa ·
Tequila ·
Top of the Pops ·
Try Before You Die ·
Van God Los ·
Vier handen op één buik ·
VOC ·
Vrijdag op Maandag ·
Waar kan ik je 's nachts voor wakker maken? ·
Walhalla ·
Weg met BNN ·
De Zeven Zeeën